# Ellipsoptera wapleri
Ellipsoptera wapleri – gatunek chrząszcza z rodziny biegaczowatych i podrodziny trzyszczowatych.
Gatunek ten opisany został w 1875 roku przez Johna Lewrence'a LeConte, jako Cicindela wapleri.
Chrząszcz o ciele długości od 9 do 11 mm, z wierzchu ciemnobrązowym, pod spodem metalicznie zielonym. Na nadustku obecne położone szczecinki. Białe plamy na pokrywach zlewają się w przepaskę, która jest bardzo krótka, szeroka u nasady i wąska u wierzchołka. Policzki, boki tułowia i odwłoka pokrywa gęste, białe owłosienie, którego brak na przedpiersiu. Szczecinki przedwierzchołkowe obecne na krętarzach przedniej pary odnóży.
Dorosłe spotka się od maja do października, zwykle w niewielkich liczbach osobników, liczniej na brzegach wód. Trzyszczowaty ten zasiedla pobrzeża małych i średniej wielkości strumieni o białym piasku.
Gatunek endemiczny dla południowo-wschodnich Stanów Zjednoczonych, gdzie stwierdzono go w Alabamie, Missisipi, Luizjanie, Georgii i na Florydzie. W tej ostatniej notowany w hrabstwach Santa Rosa i Okaloosa.